# Arnaud (Haïti)
Pour les articles homonymes, voir Arnaud.
Arnaud (Ano en créole haïtien) est une commune d'Haïti située dans le département de Nippes et l'arrondissement d'Anse-à-Veau.

## Démographie
La commune est peuplée de 18 842 habitants(recensement par estimation de 2009).

## Histoire
Arnaud est une ville relativement nouvelle. Elle devint commune par une loi du 1er avril 2002 par la scission de la ville de Anse-à-Veau.
Le 23 novembre 2006, un certain nombre de familles de la ville d'Arnaud perdirent temporairement leur emploi à la suite des graves inondations causées par de fortes pluies.

## Administration
La commune est composée des sections communales de :
- Baconnois-Barreau
- Baquet
- Arnaud (ou Morcou)